# 이경희 (한의사)
이경희는 대한민국의 한의사이며, CS한방병원의 원장이다.

## 방송 출연
- SBS 《좋은 아침》 - 자문의 패널
- SBS 《오늘부터 인생 2막》 - 자문의 패널
- KBS2 《여유만만》 - 자문의 패널
- KBS2 《그녀들의 여유만만》 - 자문의 패널
- MBC 《기분 좋은 날》 - 자문의 패널
- JTBC 《위기의 순간 미라클 푸드》 - 자문의 패널
- TV조선 《굿모닝 정보세상》 - 자문의 패널
- TV조선 《건강한 집》 - 자문의 패널
- TV조선 《만복식당》 - 자문의 패널
- TV조선 《내 몸 사용설명서》 - 자문의 패널
- TV조선 《내 몸 플러스》 - 자문의 패널
- MBN 《천기누설》 - 인터뷰 출연
- MBN 《엄지의 제왕》 - 자문의 패널
- 채널A 《닥터 지바고》 - 자문의 패널
- tvN 《프리한 닥터》 - 자문의 패널